# Rang rai
Rang rai là một loại chũm chọe phổ biến trong nhiều cộng đồng dân tộc anh em ở Việt Nam, đặc biệt là người Ba Na và người Gia Rai thường sử dụng nhạc cụ này. Người Rơ Măm gọi nó là sar, người Ba Na gọi là Ha cam.
Rang rai được đúc bằng đồng, có hai loại kích cỡ khác nhau. Loại lớn có đường kính 30 cm, thân nhẵn, ở giữa có núm như tay cầm của nắp vung. Loại nhỏ có đường kính 11 cm, mặt ngoài nhẵn, ở giữa có núm và một lỗ để xỏ dây. Thông thường, người ta dùng hai chiếc nhỏ đập vào nhau, còn hai chiếc lớn thì xoa vào nhau. Đôi khi họ dùng hai chiếc lớn đập vào nhau khi hòa tấu với những loại cồng chiêng khác.
Rang rai là nhạc cụ không định âm. Loại đập có âm sắc chói, vang, còn loại xoa phát ra âm thanh nhẹ nhàng hơn. Âm thanh của nó hoàn toàn tương phản với những nhạc cụ định âm khi hòa tấu, do đó nó chỉ có nhiệm vụ là giữ nhịp và tạo cường độ âm thanh trong dàn nhạc. Khi chơi với dàn cồng chiêng, rang rai giữ vai trò làm bè nền.